# Онтарио (Охајо)
Онтарио (енгл. Ontario) град је у америчкој савезној држави Охајо.

## Демографија
По попису из 2010. године број становника је 6.225, што је 922 (17,4%) становника више него 2000. године.
| Група             | 2000.         | 2010.         |
| Белци             | 4.866 (91,8%) | 5.580 (89,6%) |
| Афроамериканци    | 218 (4,1%)    | 251 (4,0%)    |
| Азијати           | 84 (1,6%)     | 161 (2,6%)    |
| Хиспаноамериканци | 57 (1,1%)     | 102 (1,6%)    |
| Укупно            | 5.303         | 6.225         |